# Юрий Андреевич
Юрий (Георгий) Андреевич (между 1160 и 1165 — около 1194) — князь Новгородский в 1172—1175 годах, супруг-соправитель царицы Тамары в 1185—1188 годах. Младший сын Андрея Юрьевича Боголюбского. Прозвище «Юрий Боголюбский», которым он часто именуется в современной литературе, в источниках отсутствует.

## Юные годы
Возможно, именно он назван среди участников похода на Киев в 1169 году в ряде летописей.
Согласно летописям, в 1172 году Андрей Боголюбский по просьбе новгородцев прислал его княжить в Новгороде. В 1173 году Юрий Андреевич во главе войска новгородцев и ростовцев (либо также суздальцев) участвовал в походе на Киев, воеводой при нём был Борис Жидиславич; Ростиславичи не стали защищать Киев, а организовали оборону своих удельных центров в Киевском княжестве. Новгородская четвёртая и Софийская первая летописи говорят, что Юрий прервал осаду Вышгорода, длившуюся 9 недель, поскольку не хотел пролития крови, а новгородское войско после осады Вышгорода благополучно вернулось домой. По данным же Ипатьевской летописи, союзное войско при получении известия о приближении волынско-галицкого войска и чёрных клобуков начало беспорядочно отступать через Днепр и стало жертвой предпринятой Мстиславом вылазки.
В рассказе о смерти Андрея Боголюбского летописи упоминают, что «сынок его мал в Новегороде». Таким образом, Юрий по малолетству не мог осуществлять реальное командование войском в походах. В 6683 (1175) году новгородцы изгнали («выведоша») своего князя и посадили Святослава Мстиславича. Согласно «Истории Российской» Татищева, суздальские бояре решили призвать из Новгорода Юрия Андреевича, но до того времени, пока он не повзрослеет, княжить должен Михаил Юрьевич. Как отметил ещё Н. М. Карамзин, сведения Татищева в сохранившихся летописях отсутствуют. Во время войны Михаила и Всеволода Юрьевичей против их племянников Мстислава и Ярополка Ростиславичей Юрий Андреевич находился в войске владимирцев, однако в большинстве летописей, кроме Ипатьевской, этот факт не упоминается.
Дальнейшая судьба Юрия известна лишь из грузинских и армянских источников (причём грузинские источники даже не упоминают имени княжича). Согласно историографу царицы Тамары, Всеволод Юрьевич изгнал своего племянника из княжества, и тот бежал к половцам.

## Царская власть
Когда в 1185 году после смерти грузинского царя Георгия на престол взошла его дочь Тамара, на государственном совете (дарбази) решено было выбрать ей мужа. Тогда вельможа Абул-Асан заявил: «Я знаю царевича, сына великого князя русского Андрея; он остался малолетним после отца и, преследуемый дядей своим Савалатом, удалился в чужую страну, теперь находится в городе кипчакского царя Севенджа». Кандидатура жениха была одобрена, причём нужно учитывать, что тётка Тамары, царевна Русудан, обладавшая влиянием при дворе, в своё время была женой киевского князя Изяслава Мстиславича. Купец Занкан Зорабабели отправился к половцам и привёз оттуда княжича Юрия, «юношу доблестного, совершенного по телосложению и приятного для созерцания». Согласно И. А. Джавахишвили, Юрий прибыл в Грузию в конце 1185 года. По «Истории и восхвалению венценосцев», Тамара вначале отказывалась от брака и говорила, что вовсе не хочет замужества, но Русудан и военные настояли на своем, после чего состоялось пышное венчание. Другой историк Тамары говорит, что царица хотела вначале испытать его, чтобы выявить достоинства и недостатки жениха.
Свадьбу характеризуют как «беспримерную и трудно представимую: многочисленные зрелища, подношение драгоценных камней, жемчугов, золота кованного и в слитках, дорогих тканей, сшитых и в отрезах; веселье, развлеченье, подношение и одарение продолжались целую неделю».
Статус Георгия не вполне ясен. Автор «Истории и восхваления венценосцев» именует его «царем руссов и абхазов» (глава 18). С. Т. Еремян считает, что именно к этому времени относятся грузинские монеты, на которых на лицевой стороне помещено имя царицы Тамары и формула «да возвеличит бог царя и царицу!», на оборотной стороне — грузинские буквы Г и И (Георгий). По мнению того же автора, две армянские надписи 1185 и 1191 года, на которых упомянут «царь Георгий Победитель», относятся именно к Георгию Русскому (а не к отцу и сыну Тамары, носившим то же имя).
Согласно армянскому историку Степаносу Орбеляну, Георгий командовал грузинскими войсками, взявшими город Двин. Согласно «Истории и восхвалению венценосцев», Георгий во главе грузинского войска совершил два успешных похода: первый — против земель Карса, второй — на восток, против «страны парфян». Также Георгий и Тамара встречались с ширваншахом.
Однако вскоре отношения между супругами испортились. Грузинские летописи обвиняют Георгия в беспробудном пьянстве, мужеложстве и зоофилии. Два с половиной года Тамара терпела поведение мужа, хотя и обращалась через монахов с увещеваниями. Когда же она стала обличать его, Георгий стал пытать многих уважаемых людей («подверг без причины избиению почетных людей и пыткам путём вырывания у них членов»). Многие историки отмечают, что конфликт различных групп грузинской знати также сыграл свою роль, что явствует из дальнейших событий.
Тогда Тамара проявила решительность и решила расторгнуть брак, что для христианской страны было шагом, практически не имевшим прецедентов. В источниках приводятся её слова: «Нельзя это тер петь более, ибо предает он поруганию храм божий. И я не в силах выпрямить тень кривого дерева и, не имея за собой вины, отряхаю и пыль, которая пристала ко мне через тебя». Она публично заявила, что собирается оставить брачное ложе из-за порочности мужа. Тётка Русудан и грузинские князья поддержали её действия. В 1188 году Георгий был отправлен на корабле в Константинополь с большими сокровищами. Грузинские летописцы говорят, что Георгий был «изгнан из видимого рая» и «был несчастен не столько ввиду низвержения его с царского престола, сколько вследствие лишения прелестей Тамар».
Согласно армянскому историку Мхитару Гошу, «царство грузинское находилось в волнении, ибо Тамара, дочь царя Георгия, оставила первого мужа, сына царя рузов, и вышла замуж за другого мужа из аланского царства, именуемого по материнскому родству Сосланом…».

## После изгнания
Через несколько лет, вернувшись из Константинополя, Георгий прибыл в Карну-Калак (Эрзерум), где к нему присоединились многие грузинские вельможи с войсками: Абул-Асан, министр двора Вардан Дадиани, владетель Кларджети и Шавшети Гусан, Боцо Самцхийский (в 1190 или 1191 году). Сторонники Юрия заняли Кутаиси, и он был коронован во дворце Гегути, его сторонники совершали набеги до самого города Гори. Однако в ходе развернувшихся военных действий армия, верная царице Тамаре, во главе с Захарией и Иванэ Мхагрдзели (Долгорукими) Закарянами, одержала победу в битве на Ниальской равнине. Георгий попал в плен, но был прощен и отпущен вместе с сыном Вардана Дадиани Иваном.
Однако вскоре он решил продолжить борьбу за власть и женился на половецкой княжне. Георгий отправился к Абу-Бекру, атабеку Азербайджана, который выделил ему земли в Арране. С войсками Гянджи и Аррана в 1193 году он вторгся в Кахетию и разорил долину Алазани и, как говорят источники, «взял множество пленных и награбленного добра». Отряд Сагира Махателисдзе с тремя своими сыновьями, как говорят источники, «навели ужас на противников… обратив в бегство врагов, нагнали их. Сбили и истребили. Русскому князю едва удалось бежать».
Георгий бежал, и его дальнейшая судьба неизвестна. По гипотезе С. Т. Еремяна, он был погребен в церкви Лурдж-монастери (Иоанно-Богословской) в Тбилиси.

## Образ в литературе и искусстве
Образ Юрия неоднократно использован в художественных произведениях:
- Шалва Дадиани, роман «Юрий Боголюбский» (написан в 1919—1924 годах, опубликован в 1926). Рус.пер.: Тб., 1951.
- Упоминается в романе И. Горской «Недолгий век».
- Киносценарий Мераби Гедеванова «Царица Тамара и Юрий Боголюбский».
- Рассказ Лаша Бугадзе «Первый русский» .
- Роман: Батиашвили Г. Человек из Вавилона / Пер. с груз. М., Текст. 2007. 271 стр.  (недоступная ссылка) (входит в число действующих лиц)
- Роман: Александра Воинова, «Тамара и Давид» / Первое издание — Госиздат Юго-Осетии, 1962 г. / — один из главных действующих лиц).